# 耳羽金毛裸蕨
耳羽金毛裸蕨（学名：Gymnopteris bipinnata var. auriculata）为裸子蕨科金毛裸蕨属下的一个变种。

## 扩展阅读
- 維基物種上的相關：耳羽金毛裸蕨